# Croce di guerra per meriti civili
La Croce di guerra per meriti civili fu una medaglia di benemerenza creata nell'ambito dell'Impero austriaco.

## Storia
La croce di guerra per meriti civili venne istituita il 16 agosto 1915 dall'Imperatore Francesco Giuseppe d'Austria e venne suddivisa in quattro classi di benemerenza per ricompensare quanti si fossero particolarmente distinti nell'assistenza alle aree civili nel corso della prima guerra mondiale.

## Insegne
La medaglia aveva forma di una croce patente unita da una corona d'alloro, mentre al centro si trovava un medaglione smaltato con in oro le iniziali del monarca "FJI" (Franciscus Josephus Imperator), attorniate dal motto "MERITO CIVILI TEMPORE BELLI · MCMXV ·" (Al merito civile in tempo di guerra 1915).
Le croci di I e II Classe erano dorate, mentre quella di III Classe era in argento e quella di IV in bronzo. La I Classe venne talvolta concessa "in brillanti" per alcune personalità eminenti e di rilievo come l'ambasciatore Kajetan Mérey von Kapos-Mére in occasione dei negoziati di pace di Brest Litowsk.